# Cimetière ancien de Montfermeil
Le cimetière ancien de Montfermeil est un cimetière se trouvant à Montfermeil, dans le département de Seine-Saint-Denis, en France.

## Personnalités
- Marie-Nicolas-Silvestre Guillon.
- Gabriel Mertzisen (1914-1951), pilote de chasse[2].
- Théophile Funck-Brentano (1830-1906), sociologue[3].